# 王舜鼎
王舜鼎（1568年—1624年），號墨池，浙江會稽縣人，明末政治人物。

## 生平
萬曆二十五年顺天府乡试举人，二十六年（1598年）联捷戊戌科二甲三十七名進士，礼部觀政，次年授刑部主事，二十八年关内审决，深究律例，以不濫、不枉為務，二十九年调官兵部主事，三十四年升员外郎，本年八月与户部主事张鹤腾主考广西乡试，三十五年升车驾司郎中，三十六年擢四川右参政，三十八年晉按察使，照旧管事，四十年七月升陕西右布政使，四十二年升左布政，四十六年四月升顺天府府尹，四十八年（1620年）入为南京通政使，泰昌元年（1620年）十月改北通政使，天啓元年（1621年）八月升工部右侍郎，二年正月轉吏部右侍郎，三年三月进左侍郎，八月升任工部尚書，次年四月，以勞卒於任。贈太子太保，諡恭簡。有《司空奏議》、《宣慈錄》。

## 家族
曾祖王霖。祖王懋。父王尧卿。孫王自超，崇祯癸未进士。

## 參看
- 明朝七卿年表

| 官衔          | 官衔                                | 官衔          |
| ------------- | ----------------------------------- | ------------- |
| 前任： 鍾羽正 | 明朝工部尚書 天啟三年（1623年）上任 | 繼任： 陳長祚 |